# Haudiomont

Haudiomont este o comună în departamentul Meuse din nord-estul Franței. În 2010 avea o populație de 235 de locuitori.

## Evoluția populației
| An        | 1975 | 1982 | 1990 | 1999 | 2006 | 2010 |
| --------- | ---- | ---- | ---- | ---- | ---- | ---- |
| Populație | 258  | 200  | 187  | 213  | 223  | 235  |